# Габријел Батистута
Габријел Омар Батистута (шп. Gabriel Omar Batistuta; рођен 1. фебруара 1969. у Авељанеди) је бивши аргентински фудбалер. Током каријере најпознатији је био по надимку Батигол, а звали су га и анђео Габријел (шп. El Ángel Gabriel) и Краљ лавова (енгл. Lion King). Сматра се једним од најбољих нападача своје генерације.
Каријеру је почео у Аргентини у клубу Њуелс олд бојс, да би затим играо за велике ривале Ривер Плејт и Боку Јуниорс, са којима је освајао трофеје. Највећи део иностране каријере провео је у Италији, у Фјорентини и најбољи је стрелац клуба свих времена  у серији А. Када је Фјорентина 1993. године испала у серију Б, Батистута је остао у клубу и помогао му да се врати у највиши ранг следеће сезоне. Иако је са Фјорентином освојио трофеј у Купу Италије и Суперкупу Италије 1996. године, Скудето је освојио тек у сезони 2000/01 и то са Ромом, у коју је прешао у трансферу који је тада био рекордан за играча који је старији од 30 година. Након кратке позајмице у Интеру 2003. године, каријеру је завршио у катарском Ел Арабију 2005. године.
Батистута је био најбољи стрелац Аргентине свих времена, док га  21. јуна 2016. године није престигао Лионел Меси. Учествовао је на три светска првенства (1994, 1998 и 2002. године), освојио је две Копа Америке и Куп конфедерација 1992. године. 1999. године заузео је треће место на Фифином избору за фудбалера године.

## Клупска каријера

### Почеци каријере
Као дете тренирао је кошарку, али се окренуо фудбалу након што је Аргентина освојила светско првенство 1978. године. Наступао је за ниже категорије локалних клубова Групо Алегрија и Платенсе из Реконквисте, где га је приметио скаут из Њуела, који га је довео у клуб из Росариа.
У омладинским категоријама, Батистута је сарађивао са чувеним Марселом Бијелсом, кога је касније у аутобиографији описао као најважнијег тренера који га је тренирао.

### Њуелс олд бојс
За први тим дебитовао је годину дана касније, 26. септембра 1988. године на утакмици против Сан Мартина.
У другом делу сезоне Батистута је био позајмљен мањем клубу Депортиво Италијана, са којим је учествовао на Вијаређо купу у Италији 1989. године.

### Ривер Плејт
После неуспешног трансфера у Италију, Батистута је позајмљен Риверу. У првом делу сезоне, док је су клуб водили Реиналдо Мерло и Норберто Алонсо, Батистута је играо редовно. После смене двојца, постављен је Данијел Пасарела, који је тек почињао своју тренерску каријеру. Пасарела се није се превише ослањао на Батистуту, који је други део сезоне провео на клупи.

### Бока јуниорс
Након преласка у Боку, Батистута је имао период лошијих партија под тренером Карлосом Ајмаром. Ситуација се променила доласком Оскара Табареза, који је у формацији померио Батистуту, који је играо уз десну аут линију у средину напада и захваљујући томе, на крају сезоне био је најбољи стрелац у Клаусури, а заслужио је и позив у репрезентацију.

### Фјорентина
У лето 1991. године Батистута, као освајач и најбољи стрелац Копа Америке и поред интересовања Барселоне, прелази у Фјорентину. 28. августа 1991. године Батистута је дебитовао за Фјорентину на утакмици Купа Италије са Чезеном (победа 2:1). У својој првој сезони Батистута је постигао 13 голова, а Фјорентина је сезону завршила на 12. месту.
Иако је сезону 1992/93 почела са великим ентузијазмом, појачана са неколико великих имена (Лаудруп, Ефенберг), због низа осредњих партија и са чак три промене на тренерском месту у сезони, Фјорентина је шокантно испала у серију Б.
И поред испадања Фјорентине у нижи ранг, Батистута је одлучио да остане у клубу и помогне му да се врати у прву лигу. Предвођена новим тренером Ранијеријем и са углавном истим саставом у односу на прошлу сезону, Фјорентина се изборила за повратак у Серију А.
Сезону 1994/95 Батистута је почео фантастично, пошто се на првих 11 утакмица сезоне у низу чак 13 пута уписао у стрелце, чиме је поставио рекорд Серије А (који су касније изједначили Кваљарела у сезони 2018/19 и Кристијано Роналдо у сезони 2109/20). Фјорентина је повратничку сезону окончала на 10. месту, а Батистута на челу листе стрелаца са 26 голова.
Следећа сезона била је још успешнија. Клуб је завршио као трећи у првенству, освојен је пети трофеј у Купу (победом над Аталантом 2:0 и 1:0), где је Батистута постигао по гол на обе утакмице.
Сезона 1996/97 почела је освајањем Суперкупа Италије, када је са 2 Батистутина гола савладан Милан (2:1), чиме је први пут у историји овог такмичења, победник постао актуелни освајач купа Врхунац сезоне било је полуфинале Купа победника купова, гдје је од Фјорентине била боља Барселона (1:1 и 0:2).
Фјорентина, предвођена новим тренером, чувеним Ђованијем Трапатонијем и Батистутом у фантастичној форми, имала је велике амбиције у сезони 1998/99. Са Батистутом који је чак 13 пута погодио противничку мрежу на првих 13 утакмица сезоне, Фјорентина је све до фебруара 1999. година држала водећу позицију у Серији А. Међутим, после повреде Батистуте, проблема са Едмундом, неуспешног јануарског прелазног рока и са само две победе у последњих 11 лигашких утакмица, Фјорентина је, на крају сезоне заузела треће место. Исте сезоне стигли су и до финала купа, али је на крају тријумфовала Парма захваљујући правилу гола у гостима.
Дана 16. маја 2000. године хет-триком против Венеције, Батистута је престигао Курта Хамрина на листи најбољих стрелаца Фјорентине у Серији А и одиграо је последњу утакмицу за љубичасте. Сезону 1999/00 Батистута је завршио на деоби другог места листе најбољих стрелаца Серије А.

### Рома
У мају 2000. године Батистута, и поред интересовања Интера и Лациа, ипак потписује трогодишњи уговор са Ромом, у трансферу који је тада био рекордан за играча који је старији од 30 година. У првој сезони у новом клубу, Батистута је са учинком од 20 голова на 28 утакмица био један од кључних фактора у освајању Скудета. Остала је запамћена његова реакција када је 28. новембра 2000. године постигао једини гол на утакмици против свог бившег клуба.
Дана 19. августа 2001. године Рома је, са Батистутом на терену, победом над Фјорентином од 3:0, освојила први Суперкуп Италије. Оптерећен повредама, Батистута није могао да понови форму из претходне сезоне и са 6 голова учествовао је у освајању другог места, када је Рома освојила бод мање од првопласираног Јувентуса.
У сезони 2002/03 Батистута је више времена проводио на клупи, због неслагања са тренером Капелом. Утакмица против Кјева, 12. јануара 2003. године, била је његова последња у дресу Роме.

### Интер
У јануару 2003. године Батистута је позајмљен Интеру до краја сезоне, где је требало да замени повређеног земљака Креспа.

### Ал Араби
По истеку уговора са Ромом Батистута је потписао двогодишњи уговор са Ал Арабијем из Катара. У првој сезони у новом клубу, Батистута је на 18 утакмица са постигнутих 25 голова поставио нови рекорд лиге.  На крају следеће сезоне, након свега пар одиграних утакмица због повреде, када му је истекао уговор са клубом, Батистута је објавио крај професионалне каријере.

## Репрезентативна каријера
Играо је веома успешно за фудбалску репрезентацију Аргентине. У 77 наступа за своју земљу постигао је 54 гола, што га чини другим најбољим стрелцем Аргентине свих времена. Поготком против Бугарске у марту 1998. године, Батистута је престигао Марадону по броју голова за национални састав, а најбољи стрелац је био све до 21. јуна 2016. године, када га је престигао Лионел Меси.

### Копа Америка 1991.
Батистута је дебитовао непосредно пред само такмичење у Чилеу. Са шест погодака Батистута је био најбољи стрелац турнира, који је Аргентина, предвођена селектором Базилеом и освојила.

### Куп конфедерација 1992.
У полуфиналу против Обале Слоноваче Батистута је постигао два од четири гола Аргентине. Аргентина је у финалу победила домаћина Саудијску Арабију и тако постала први освајач овог такмичења.

### Копа Америка 1993.
Следеће такмичење одржано је у Еквадору. Аргентина је поново тријумфовала, а Батистута је постигао оба гола у финалу у коме је Аргентина победила Мексико 2:1.

### Светско првенство 1994.
Габријел је фантастично почео првенство хет-триком на првој утакмици против Грчке. Победа над Нигеријом у следећој утакмици, остала је у сенци избацивања Марадоне са првенства, због коришћења недозвољених средстава, што се одразило на морал екипе, која је поражена од Бугарске у задњој утакмици групе. Аргентина се као најбоља трећепласирана екипа, ипак пласирала у осмину финала, где ју је чекала утакмица са Румунијом. Батистута је, из пенала у 16. минуту, изједначио резултат на 1:1, али је на крају славила Румунија са 3:2 и прошла даље.

### Куп конфедерација 1995.
Батистута је са два гола у такмичењу допринео пласману у финале, где је Аргентина поражена од стране Данске.

### Светско првенство 1998.
Пасарела, нови селектор Аргентине, али стари Батистутин познаник из његових дана у Риверу, скоро га није ни позивао за утакмице квалификација за светско првенство. Чак је и Батистутин наступ на првенству био упитан скоро до самог почетка првенства.
Батистута је поново отворио првенство поготком, овај пут јединим на утакмици против Јапана, а заблистао је у следећој утакмици против Јамајке, другим хет-триком на светским првенствима. Са голом против Енглеске у осмини финала и укупно 5 постигнутих голова, Батистута је заједно са Вијеријем, освојио сребрну копачку на првенству. Аргентина је испала од Холандије у следећој рунди такмичења (пораз од 2:1).

### Светско првенство 2002.
Батистута је поново одлично започео првенство, када је био једини стрелац на утакмици против Нигерије. Због пораза од Енглеске, о даљем проласку одлучивала је утакмица против Шведске. Утакмица која је окончана нерешеним резултатом 1:1, била је последња за Аргентину на том првенству и последња за Батистуту у дресу репрезентације.

## Статистика каријере

### Клуб
| Клуб            | Сезона          | Лига     | Лига   | Куп      | Куп    | Конт.    | Конт.  | Остало   | Остало | Укупно   | Укупно |
| Клуб            | Сезона          | Утакмица | Голова | Утакмица | Голова | Утакмица | Голова | Утакмица | Голова | Утакмица | Голова |
| --------------- | --------------- | -------- | ------ | -------- | ------ | -------- | ------ | -------- | ------ | -------- | ------ |
| Њуелс олд бојс  | 1988/89.        | 16       | 4      | —        | —      | 4        | 3      | —        | —      | 20       | 5      |
| Њуелс олд бојс  | Укупно          | 16       | 4      | —        | —      | 4        | 3      | —        | —      | 20       | 5      |
| Ривер Плејт     | 1989/90.        | 19       | 3      | —        | —      | 2        | 0      | —        | —      | 21       | 3      |
| Ривер Плејт     | Укупно          | 19       | 3      | —        | —      | 2        | 0      | —        | —      | 19       | 3      |
| Бока јуниорс    | 1990/91.        | 30       | 13     | —        | —      | 12       | 6      | —        | —      | 42       | 19     |
| Бока јуниорс    | Укупно          | 30       | 13     | —        | —      | 12       | 6      | —        | —      | 42       | 19     |
| Фјорентина      | 1991/92.        | 27       | 13     | 3        | 1      | —        | —      |          |        | 30       | 14     |
| Фјорентина      | 1992/93.        | 32       | 16     | 3        | 3      | —        | —      |          |        | 35       | 19     |
| Фјорентина      | 1993/94.        | 26       | 16     | 3        | 3      | —        | —      |          |        | 29       | 19     |
| Фјорентина      | 1994/95.        | 32       | 26     | 5        | 2      | —        | —      |          |        | 37       | 28     |
| Фјорентина      | 1995/96.        | 31       | 19     | 8        | 8      | —        | —      |          |        | 39       | 27     |
| Фјорентина      | 1996/97.        | 32       | 12     | 1        | 0      | 7        | 4      | 1        | 2      | 41       | 18     |
| Фјорентина      | 1997/98.        | 31       | 21     | 5        | 3      | —        | —      |          |        | 36       | 24     |
| Фјорентина      | 1998/99.        | 28       | 21     | 9        | 4      | 4        | 1      |          |        | 41       | 26     |
| Фјорентина      | 1999/00.        | 30       | 23     | 2        | 0      | 11       | 5      |          |        | 43       | 28     |
| Фјорентина      | Укупно          | 269      | 167    | 39       | 24     | 22       | 10     | 1        | 2      | 331      | 203    |
| Рома            | 2000/01.        | 28       | 20     | 0        | 0      | 4        | 1      | —        | —      | 31       | 21     |
| Рома            | 2001/02.        | 23       | 6      | 0        | 0      | 11       | 0      | 1        | 0      | 32       | 6      |
| Рома            | 2002/03.        | 12       | 4      | 2        | 1      | 6        | 1      | —        | —      | 20       | 6      |
| Рома            | Укупно          | 63       | 30     | 2        | 1      | 21       | 2      | 1        | 0      | 83       | 33     |
| Интер           | 2002/03.        | 12       | 2      | —        | —      | —        | —      | —        | —      | 12       | 2      |
| Интер           | Укупно          | 12       | 2      | —        | —      | —        | —      |          |        | 12       | 2      |
| Ел Араби        | 2003/04.        | 18       | 25     | 2        | 1      | —        | —      | —        | —      | 20       | 26     |
| Ел Араби        | 2004/05.        | 3        | 0      | 1        | 1      | —        | —      | —        | —      | 4        | 1      |
| Ел Араби        | Укупно          | 21       | 28     | 3        | 2      |          |        |          |        | 24       | 27     |
| Укупно каријера | Укупно каријера | 430      | 244    | 44       | 27     | 61       | 19     | 2        | 2      | 537      | 292    |

### Репрезентација
| Аргентина | Аргентина | Аргентина | Аргентина |
| Година    | Утакмица  | Голова    |           |
| --------- | --------- | --------- | --------- |
| 1991      | 7         | 6         |           |
| 1992      | 5         | 6         |           |
| 1993      | 15        | 6         |           |
| 1994      | 10        | 6         |           |
| 1995      | 10        | 7         |           |
| 1996      | 5         | 3         |           |
| 1997      | 2         | 0         |           |
| 1998      | 12        | 12        |           |
| 1999      | 2         | 2         |           |
| 2000      | 5         | 4         |           |
| 2001      | 1         | 1         |           |
| 2002      | 3         | 1         |           |
| Укупно    | 77        | 54        |           |

## Приватни живот
Батистута је рођен 1. фебруара 1969 године у Авељанеди, у провинцији Санта Фе, а одрастао је у суседном граду Реконквисти. Габријелов отац Омар био је радник у клаоници, а мајка учитељица. Има три сестре. У детињству желео је да постане доктор.
После окончања каријере, Батистута је признао да је тражио од доктора да му ампутирају ноге. Наиме, због уништене хрскавице, Батистута је трпео велике болове, због којих скоро па није могао да се креће.
У периоду од децембра 2011. до јануара 2013. године, Батистута је обављао послове техничког секретара у Колону.

## Занимљивости
Батистутини преци порекло воде из места у округу Удине (Италија), одакле су се преселили у Аргентину.
У његову част навијачи Фјорентине су 1996. године у Фиренци, поставили Батистутину бронзану статуу, у природној величини.
Његов фудбалски идол је Марадона.
Позната је његова изјава да не воли фудбал јер му је то посао.
Након окончања каријере, Батистута се окренуо игрању голфа и пола.